# Derechos del niño

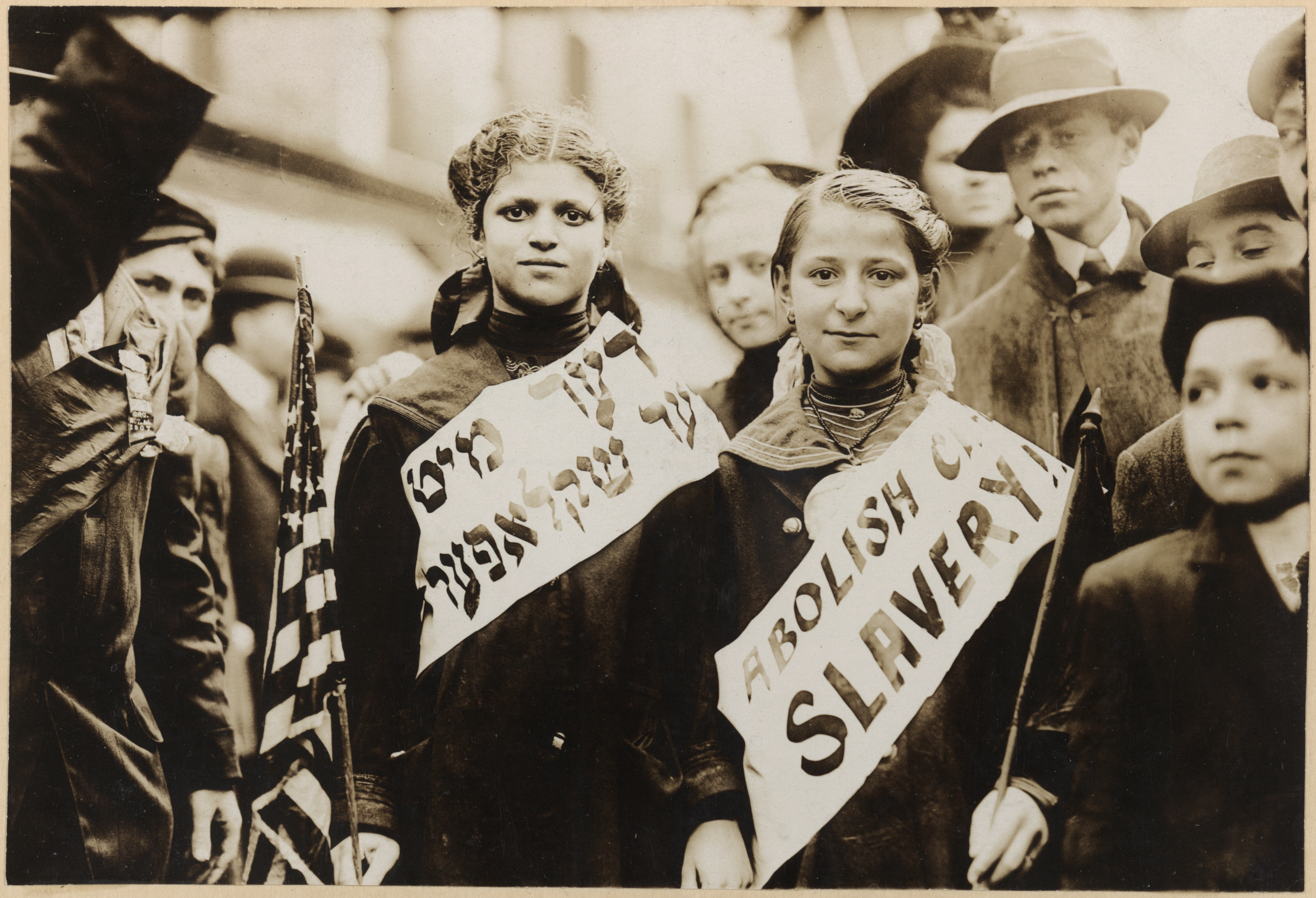
Activistas jóvenes pidiendo la abolición de la esclavitud infantil en Estados Unidos, a principios del.

Los derechos del niño comprenden un amplio entramado de normas jurídicas de diferente valor normativo (Pactos, Tratados, Declaraciones, Reglas, Directrices, etc.) que protegen los derechos de los niños, niñas y adolescentes y garantizan una respuesta de los Estados diferentes a las personas adultas.
Todos y cada uno de los derechos que integran este de la infancia son inalienables e irrenunciables. En el sistema interamericano de derechos humanos la Corte Interamericana ha entendido que: “Tanto la Convención Americana como la Convención sobre los Derechos del Niño forman parte de un muy comprensivo corpus juris internacional de protección de los niños que debe servir a esta Corte para fijar el contenido y los alcances de la disposición general definida en el artículo 19 de la Convención Americana […]” (Corte IDH, caso “Villagrán Morales y otros vs. Guatemala” [caso de los “Niños de la Calle”], sentencia del 19 de noviembre de 1999, serie C nro. 63, párr. 194, entre otros).

## Antecedentes
En Estados Unidos, los movimientos por los derechos  del niño surgieron durante el siglo XIX con el Train (un experimento social que buscaba fomentar el transporte de niños de las grandes ciudades del Este, como Nueva York y Boston, hacia el Oeste, para crear casas por todo el país). En las grandes ciudades, cuando los padres de niños morían o eran extremadamente pobres, el niño se veía obligado a trabajar para mantenerse o mantener a su familia. Los niños se convertían en trabajadores en fábricas y minas de carbón, las niñas se convertían en prostitutas o chicas de salón o terminaban en talleres de trabajo esclavo. Todos estos trabajos solo pagaban los gastos de alimentación, es decir, que no pagaban tributos como en el antiguo Egipto.
La idea de crear los derechos del niño circuló en algunos medios intelectuales durante el siglo XIX. Un ejemplo de ello fue la referencia que hizo el escritor francés Jules Vallès en su obra El niño (1879), y más claramente la reflexión sobre los derechos del niño que realizó Kate D. Wiggin en "Children's Rights"(1892).
En 1874 el caso Mary Ellen, una niña estadounidense de 8 años marcó un precedente. Ella era víctima de maltrato por parte de sus cuidadores. Una vecina alarmó a una trabajadora social de las condiciones deplorables en las que la niña vivía, recibía castigos físicos y presentaba un cuadro de desnutrición por abandono. Los juzgados de Nueva York de la época no tomaban la denuncia de la mujer, dado que no existían leyes que protejan a los niños y se los consideraba propiedad de los padres. La trabajadora social presentó el caso ante la Sociedad Protectora de Animales argumentando que la niña pertenecía al reino animal, apelando a la ley que protegía a los animales contra la crueldad. La trabajadora ganó el juicio, sus cuidadores fueron condenados y Mary Ellen fue a un centro de protección donde posteriormente sería adoptada por la misma trabajadora social,
La primera declaración de derechos del niño, de carácter sistemática, fue la Declaración de Ginebra del 26 de diciembre de 1924, redactada por Eglantyne Jebb fundadora de Save the Children. Fue aprobada por la Sociedad de las Naciones (SDN), Sociedad de Naciones o Liga de las Naciones, antecedente de las Naciones Unidas
La declaración contiene 5 principios:
1.	El niño debe ser puesto en condiciones de desarrollarse normalmente desde el punto de vista material y espiritual.
2.	El niño hambriento debe ser alimentado; el niño enfermo debe ser atendido; el niño deficiente debe ser ayudado; el niño desadaptado debe ser reeducado; el huérfano y abandonado deben ser recogidos y ayudados.
3.	El niño debe ser el primero en recibir socorro en caso de calamidad.
4.	El niño debe ser puesto en condiciones de ganarse la vida y debe ser protegido de cualquier explotación.
5.	El niño debe ser educado inculcándole el sentimiento del deber que tiene de poner sus mejores cualidades al servicio del prójimo

Las Naciones Unidas aprobaron en 1948 la Declaración Universal de los Derechos Humanos que, implícitamente, incluía los derechos del niño, sin embargo, posteriormente se llegó al convencimiento que las necesidades particulares de los niños y niñas debían estar especialmente enunciados. Antes había decidido que el Fondo Internacional de Emergencia de las Naciones Unidas para los niños (UNICEF) continuara sus labores como organismo especializado y permanente para la protección de la infancia (denominándose oficialmente Fondo de las Naciones Unidas para la Infancia).
El 20 de noviembre de 1959 las Naciones Unidas aprobó la Declaración de los Derechos del Niño.
Para conmemorar el vigésimo aniversario de la Declaración de los Derechos del Niño de 1959, la Asamblea General de las Naciones Unidas designó el año 1979 como Año Internacional del Niño. A partir de allí se comenzó a discutir una nueva declaración de derechos del niño, fundada en nuevos principios. A consecuencias de este debate, la Asamblea General de Naciones Unidas el 20 de noviembre de 1989 adoptó la Convención sobre los Derechos del Niño y luego en el año 2000 dos protocolos facultativos:
- Proporcionar a la infancia protección jurídica contra las peores formas de explotación.
- Utilizar los protocolos facultativos para aumentar los instrumentos de derechos humanos.

## Derechos de los niños
A partir de la promulgación de la Convención en 1989 se ha ido adecuando la legislación interna a los principios contemplados en la Declaración. Aunque la legislación y el sistema jurídico de cada país suele ser diferente, los 196 Estados parte han ido consagrando medidas especiales para su protección, a nivel legislativo e incluso derechos constitucionales. 
Los principios fundamentales de los Derechos del niño son:
- Derecho a la vida: todo niño tiene el derecho intrínseco a la vida y garantizarán en la máxima medida posible la supervivencia y el desarrollo del niño.
- Derecho a la igualdad: todo niño tiene derecho a no ser discriminado por ningún motivo como su color de piel.
- Derecho al interés superior del niño: cualquier decisión, ley o política que pueda afectar a la infancia tiene que tener en cuenta qué es lo mejor para el niño
- Derecho a la educación: todo niño tiene derecho a recibir una educación adecuada.
- Derecho a opinión: todo niño tiene derecho a expresar su opinión y que esta se tenga en cuenta en cualquier asunto que le afecte.
- Derecho a una vivienda digna: todo niño tiene derecho a vivir en un espacio adecuado para el bienestar de su desarrollo.
- Derecho a la alimentación: todo niño tiene derecho a recibir alimentación, y será competencia del Estado garantizarla en ausencia de padres o tutores que puedan proporcionársela.
- Derecho a la expresión: todo niño tiene derecho a solicitar, recibir y difundir cualquier información e idea a menos que vulnere el derecho de otros.
- Derecho a la salud: todo niño tiene derecho a recibir atención sanitaria.
- Derecho a la nacionalidad: todo niño tiene derecho a un nombre desde su nacimiento y a obtener una nacionalidad.
- derecho a no hambre: cualquier niño o niña deberían asegurarse de ser alimentado todos los días

La Convención sobre los derechos del niño recoge 54 artículos.

## Convención sobre los Derechos del Niño y protocolos facultativos
Las Naciones Unidas en la Convención sobre los Derechos del Niño (CDN) ha indicado los estándares precedentes a los derechos del niño y estos han sido ratificados por todos los países menos los Estados Unidos y  Sudán del Sur. La administración de los Estados Unidos bajo el gobierno de George W. Bush se opuso a ratificar la Convención y las condiciones legales porque «crean conflicto con las políticas de Estados Unidos en el rol de los padres, soberanía, estado y leyes locales». Y si bien en 2008 el nuevo presidente Barack Obama dijo que su gobierno revisaría la posición, el tema no ha cambiado.
Por otra parte, en mayo del 2000 la Asamblea General de las Naciones Unidas adoptó dos Protocolos facultativos de la CDN:
- El Protocolo facultativo a la Convención concerniente a la implicación de los niños en los conflictos armados, que entró en vigor el 12 de febrero de 2002. Hasta el 30 de junio de 2006, ha sido ratificado por 107 Estados y firmado por 122.
- El Protocolo facultativo a la Convención concerniente a la venta de niños, la prostitución y a la pornografía poniendo en escena a niños, entró en vigor el 18 de enero de 2002. Hasta el 30 de junio de 2006, fue ratificado por 107 Estados y firmado por 115.

Posteriormente la Asamblea General de las Naciones Unidas aprobó en su 89ª sesión plenaria del 19 de diciembre de 2011 un tercer protocolo adicional a la CDN, que entró en vigencia el 14 de abril de 2014:
- Protocolo facultativo de la Convención sobre los Derechos del Niño relativo a un procedimiento de comunicaciones

## Reglas mínimas para la administración de justicia de menores (Beijing 1985 - Res. 40/33 ONU)
Las Reglas mínimas de las Naciones Unidas para la administración de la justicia de menores de edad son un “piso” básico de condiciones y prácticas aceptadas internacionalmente por el derecho humanitario para los menores de edad que tienen problemas con la ley. Los países que son parte de las Naciones Unidas, como Argentina, deben hacer leyes de acuerdo a estas Reglas, deben ser aplicadas según el principio de imparcialidad y no discriminación y tienen como objetivos promover el bienestar del menor de edad y garantizar que la sanción tenga una relación justa y humanitaria entre el delito, las circunstancias en las que el menor de edad cometió el delito y las condiciones personales del menor de edad, lo que implica aplicar el principio de proporcionalidad de la pena.
En las Reglas de Naciones Unidas para la Administración de la Justicia de Menores —conocidas como Reglas de Beijing— que integran la CDN al estar incorporadas a su Preámbulo, se dispone que “teniendo en cuenta de las diversas necesidades especiales de los menores, así como de la diversidad de medidas disponibles, se facultará un margen suficiente para el ejercicio de facultades discrecionales en las diferentes etapas de los juicios y en los distintos niveles de la administración de justicia de menores, incluidos los de investigación, procesamiento, sentencia y de las medidas complementarias de las decisiones” (Reglas de Beijing, Regla 6.1).

## Directrices de las Naciones Unidas para la Prevención de la Delincuencia Juvenil, conocidas como Directrices de Riad) (Proclamadas por la Asamblea General de las Naciones Unidas en su Res 45/112; con fecha de adopción el 14/12/1990
En lo concerniente al principio de especialidad, este instrumento recomendó a los Estados Parte: “Promulgar y aplicar leyes y procedimientos especiales para fomentar y proteger los derechos y el bienestar de todos los jóvenes” (Directrices de Riad, directriz 52).

## Reglas de las Naciones Unidas para la Protección de los Menores Privados de Libertad (Proclamadas por la Asamblea General de las Naciones Unidas en su Res. 45/113; con fecha de adopción el 14/12/1990)
La importancia central del instrumento consiste en consolidar un parámetro temporal específico para el encarcelamiento que puede sufrir un niño o una niña (con especial énfasis en que este no puede afectar su salud, tanto física como mental) al establecer que la privación de libertad debe ser utilizada como medida de último recurso (Regla 1°), limitada a casos excepcionales y por el menor tiempo posible (Regla 2°).
Además en una de sus reglas incluye una definición del concepto de “privación de libertad”: “Por privación de libertad se entiende toda forma de detención o encarcelamiento, así como el internamiento en un establecimiento público o privado del que no se permita salir al menor por su propia voluntad, por orden de cualquier autoridad judicial, administrativa u otra autoridad pública.” (Regla 11.b)

## Regulación Comparada

### Argentina
En Argentina, la Ley 26.061 protege a los niños, niñas y adolescentes hasta los 18 años de edad para que puedan disfrutar y ejercer en forma plena y permanente todos los derechos reconocidos por las normas nacionales y los Tratados Internacionales de Derechos Humanos.
Además de la ley nacional existen otras leyes a nivel provincial, que son coincidentes en sus puntos fundamentales (por ejemplo, ley 114 de la Ciudad Autónoma de Buenos Aires; ley 13.298 de la Provincia de Buenos Aires; y ley 9.944 de la Provincia de Córdoba).
Los derechos de los niños, niñas y adolescentes son a que se proteja su vida y se respete su intimidad, a la salud, a hacer deporte, a jugar y disfrutar de un ambiente sano, a no sufrir humillaciones ni abusos de ningún tipo, a que se respete su honor y se proteja su imagen, a tener su documento, su nombre, su nacionalidad y su propio idioma, a que se respete la forma de ser de su lugar de origen, a conocer a sus padres biológicos y mantener un vínculo con ellos aunque estén separados o alguno se encuentre en prisión, salvo que ese vínculo pueda provocarle daño, a tener una familia alternativa o adoptiva que los críe cuando no puedan tener contacto directo con sus padres, a recibir educación pública y gratuita en todos los niveles, respetando su derecho a ingresar y permanecer en una escuela cerca del lugar donde viven, a gozar de los beneficios de la seguridad social, a expresar sus opiniones en la familia y que sean tenidas en cuenta tanto en la familia como en la escuela, considerando su grado de madurez y a asociarse con fines culturales, deportivos o políticos siempre y cuando esas asociaciones o grupos estén sólo integradas por niños, niñas o adolescentes. Ante la Justicia tienen ciertos derechos especiales: a participar en todos los procesos que lo incluyan, a ser escuchados y a que su opinión sea tenida en cuenta al momento de tomar la decisión referida a ellos y a tener un abogado que lo represente, preferentemente especializado en  niñez y adolescencia, aunque no puedan pagarlo.
La Ley N.° 26.061 de Protección Integral de niños, niñas y adolescentes establece:
“DEBER DE COMUNICAR. Los miembros de los establecimientos educativos y de salud, públicos o privados y todo agente o funcionario público que tuviere conocimiento de la vulneración de derechos de las niñas, niños o adolescentes, deberá comunicar dicha circunstancia ante la autoridad administrativa de protección de derechos en el ámbito local, bajo apercibimiento de incurrir en responsabilidad por dicha omisión” (Art 30)
“DEBER DEL FUNCIONARIO DE RECEPCIONAR DENUNCIAS" El agente público que sea requerido para recibir una denuncia de vulneración de derechos de los sujetos protegidos por esta ley, ya sea por la misma niño, niña o adolescente, o por cualquier otra persona, se encuentra obligado a recibir y tramitar tal denuncia en forma gratuita, a fin de garantizar el respeto, la prevención y la reparación del daño sufrido, bajo apercibimiento de considerarlo incurso en la figura de grave incumplimiento de los Deberes del Funcionario Público” (Art 31)

Existen medidas de protección integral para las niñas, niños y adolescentes, que son decisiones para protegerlos cuando sus derechos son amenazados o violados, sea que la amenaza o violación al derecho venga del Estado, de cualquier persona o del propio menor. Algunas medidas de protección son mantenerlos con su familia, incluirlos en programas que busquen fortalecer y apoyar a las familias, darles ayuda económica si hay necesidades básicas insatisfechas, falta de vivienda o dificultades económicas, para mantener los vínculos familiares y lazos afectivos, incluirlos en programas de asistencia integral a la embarazada y darles tratamientos médicos, psicológicos o psiquiátricos a cualquier menor que lo necesite o a sus padres.

## Organizaciones que protegen los derechos de los niños
Algunas de las organizaciones que protegen los derechos de los niños son:
UNICEF: Una agencia de la Organización de las Naciones Unidas (ONU) con sede en Nueva York y que provee ayuda humanitaria y desarrollo a niños y madres en países en desarrollo.
Save The Children: Organización creada con el fin de evitar que los niños mueran por causas evitables.
ONG "Cruzada por los niños": Organización sin fines de lucro creada con el objetivo de ayudar, proteger y educar a niños y jóvenes del mundo, sin distinción.